# Лумио
Лумио (фр. Lumio, корс. Lumiu) — коммуна во Франции, находится в регионе Корсика. Департамент коммуны — Верхняя Корсика. Входит в состав кантона Кальви. Округ коммуны — Кальви.
Код INSEE коммуны — 2B150.

## Население
Население коммуны на 2008 год составляло 1180 человек.
| 1962 | 1968 | 1975 | 1982 | 1990 | 1999 | 2008 |
| ---- | ---- | ---- | ---- | ---- | ---- | ---- |
| 292  | 473  | 732  | 747  | 895  | 1040 | 1180 |

## Экономика
В 2007 году среди 702 человек в трудоспособном возрасте (15—64 лет) 484 были экономически активными, 218 — неактивными (показатель активности — 68,9 %, в 1999 году было 64,6 %). Из 484 активных работали 416 человек (282 мужчины и 134 женщины), безработных было 68 (26 мужчин и 42 женщины). Среди 218 неактивных 43 человека были учениками или студентами, 73 — пенсионерами, 102 были неактивными по другим причинам.

## Фотогалерея

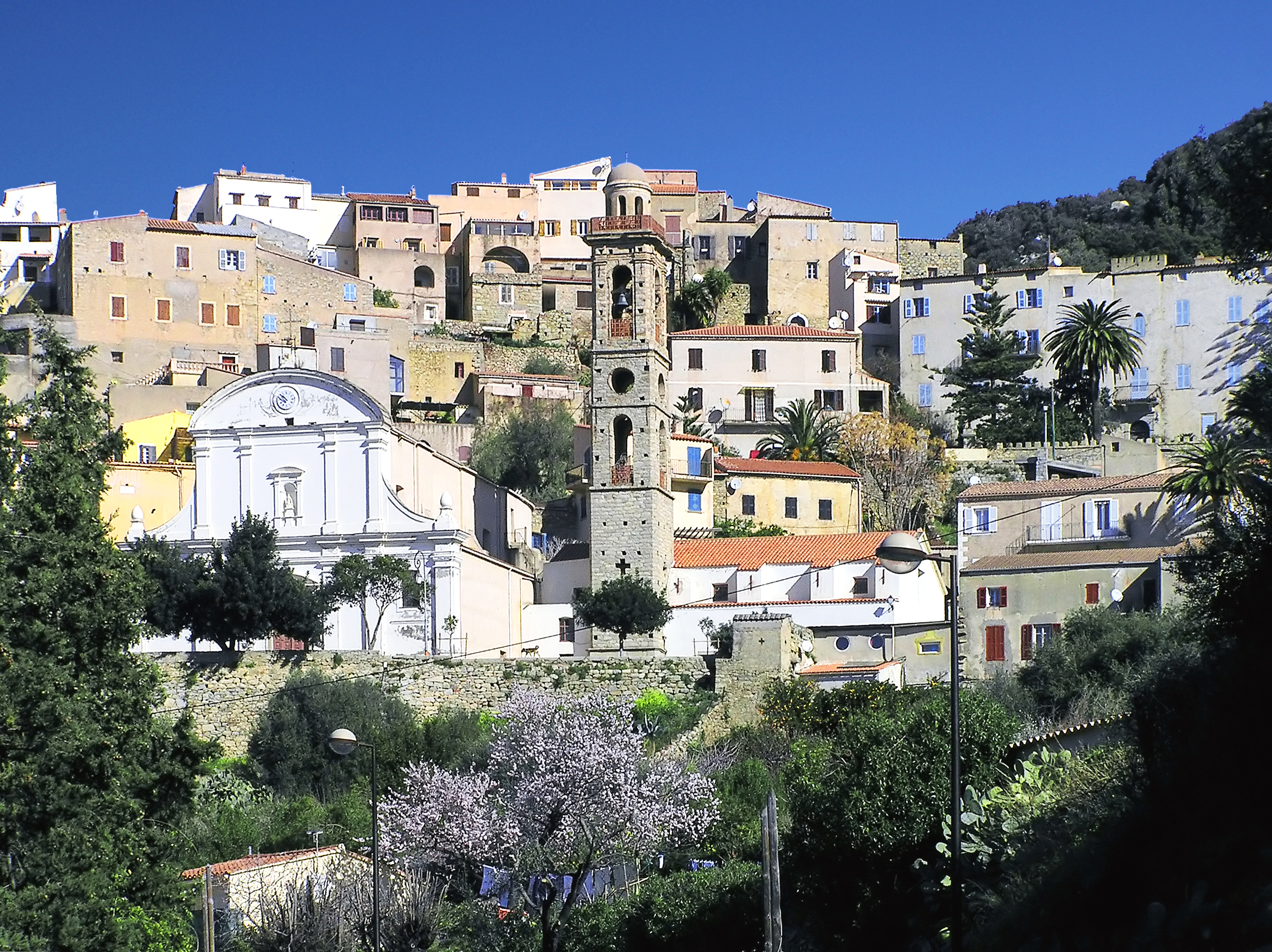
Лумио
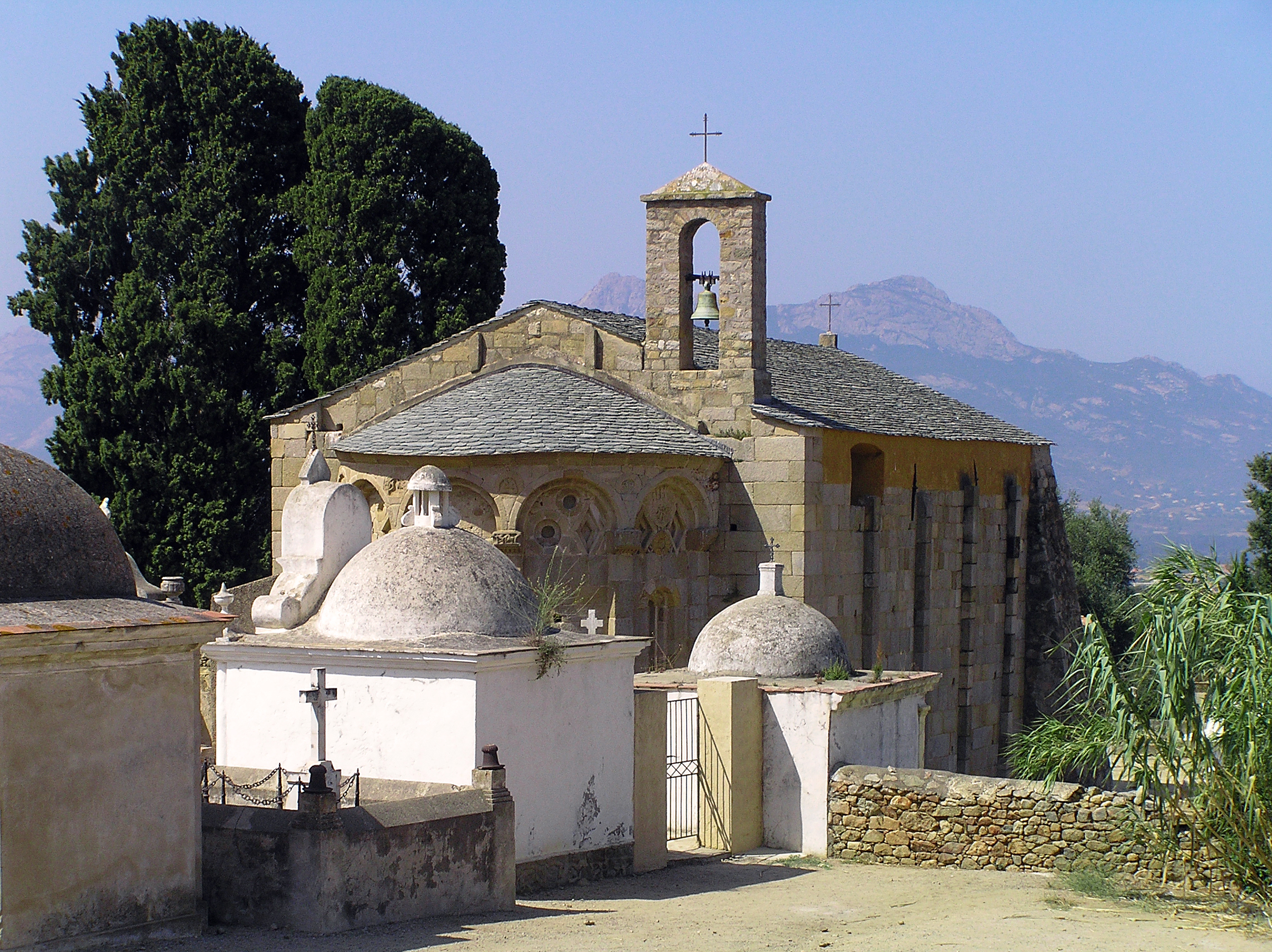
Церковь св. Петра и Павла (XI в.)
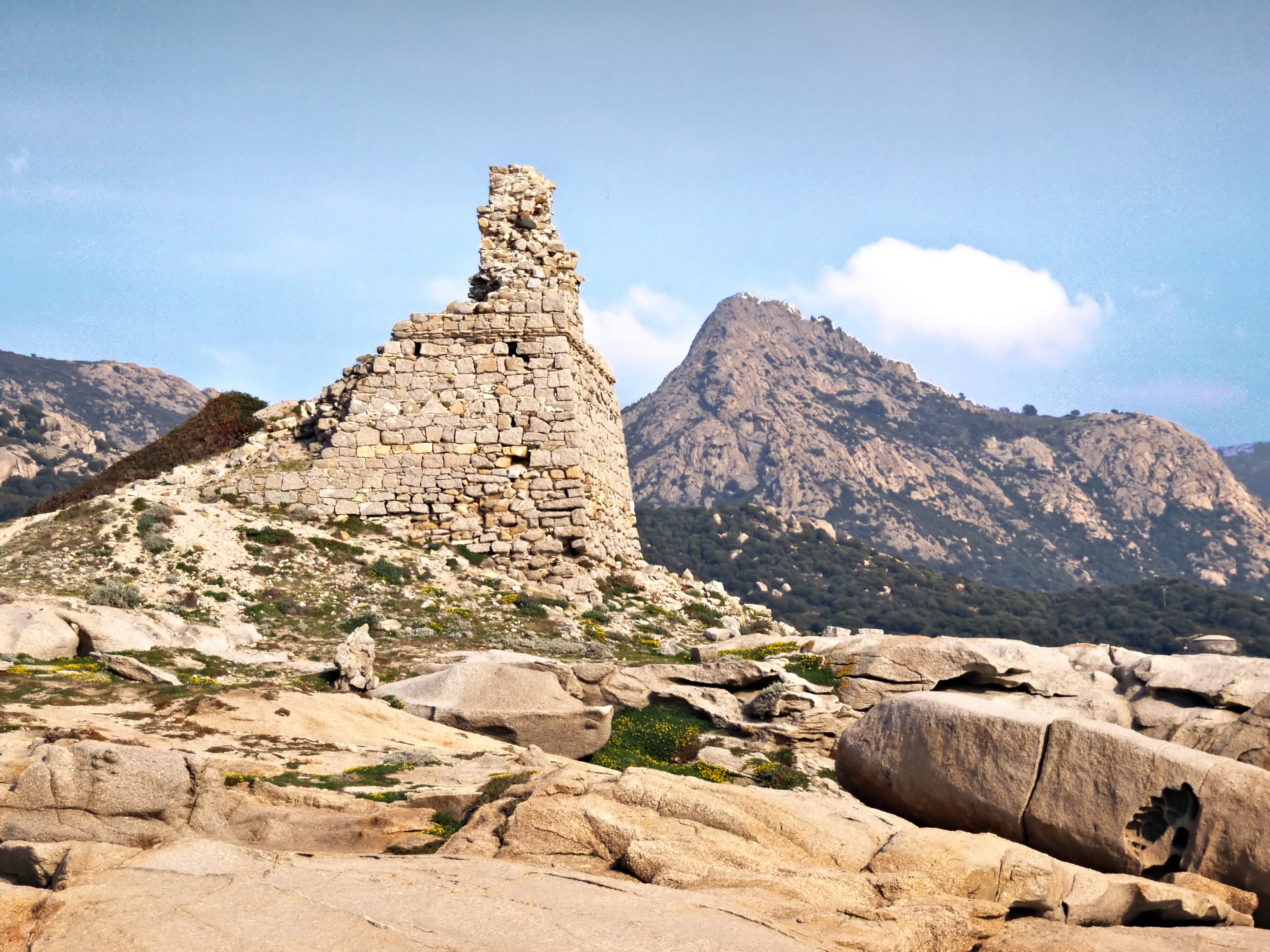
Руины генуэзской башни